# Anthony Foley
Pour les articles homonymes, voir Foley.

a Compétitions nationales et continentales officielles uniquement.

b Matchs officiels uniquement.
Dernière mise à jour le 16 octobre 2016.
Anthony Foley, né le 30 octobre 1973 à Limerick et mort le 16 octobre 2016 à Suresnes, est un joueur irlandais de rugby à XV évoluant au poste de troisième ligne centre. Il compte 62 sélections en équipe d'Irlande et joue durant sa carrière pour la province de Munster. Il se reconvertit en tant qu'entraîneur après sa retraite de joueur.

## Biographie
Anthony Foley est le fils de Brendan Foley, international à 11 reprises, et le frère de Rosie Foley, internationale féminine.
Trois ans après sa retraite en tant que joueur, il intègre en 2011 l'équipe technique du Munster Rugby en tant qu'entraîneur des avants. Il signe ensuite en février 2014 un contrat de deux années, actif à partir de la saison 2014-2015, au poste d'entraîneur en chef.
Il meurt dans la nuit du 15 au 16 octobre 2016, dans un hôtel de Suresnes avant la rencontre de son club face au Racing 92, qui a été reportée par la suite.
Selon l'autopsie, le parquet de Nanterre indique qu'il «présentait un trouble du rythme cardiaque ayant entraîné un œdème aigu des poumons» et que le  décès pourrait donc «être en lien avec un problème cardiaque». L'équipe d'Irlande lui rend hommage plusieurs fois au début de rencontres internationales : en novembre 2016 puis en octobre 2023 contre la Nouvelle-Zélande.

## Carrière

### En tant que joueur

#### En club
Foley dispute 194 rencontres avec le Munster de 1995 à 2008, dont 184 en compétition officielle, ce qui fait de lui, le jour de sa retraite de joueur, le joueur le plus capé de l'histoire de la franchise. Ce record est ultérieurement surpassé par d'autres joueurs.
Il détient lors de sa retraite de joueur le record de matchs disputés en Coupe d'Europe avec 85 apparitions. Son record est plus tard dépassé.
En mai 2010, il figure sur la « Dream Team » européenne de l'European Rugby Cup (ERC), à savoir la meilleure équipe-type des compétitions des clubs européens au cours des 15 dernières années.

#### En équipe nationale
Il a eu sa première cape internationale à l’occasion d’un test match le 21 janvier 1995 contre l'équipe d'Angleterre.
Anthony Foley a disputé la coupe du monde 1995 (1 match joué), la coupe du monde 2003 (2 matchs joués).

### En tant qu'entraîneur
| Saison      | Club    | Division | Poste              | Classement             | Coupe d'Europe             | Challenge Européen |
| ----------- | ------- | -------- | ------------------ | ---------------------- | -------------------------- | ------------------ |
| 2011 - 2012 | Munster | Pro12    | Avants             | Éliminé en demi-finale | Éliminé en quart-de-finale | -                  |
| 2012 - 2013 | Munster | Pro12    | Avants             | 6e                     | Éliminé en demi-finale     | -                  |
| 2013 - 2014 | Munster | Pro12    | Avants             | Éliminé en demi-finale | Éliminé en demi-finale     | -                  |
| 2014 - 2015 | Munster | Pro12    | Entraîneur en chef | Défaite en finale      | Éliminé en poule           | -                  |
| 2015 - 2016 | Munster | Pro12    | Entraîneur en chef | 6e                     | Éliminé en poule           | -                  |

## Palmarès

### En club
- Coupe d'Europe :
  - Champion : 2006, 2008.
  - Finaliste : 2000, 2002.
- Celtic League :
  - Champion : 2003.

### En équipe nationale
(Au 24.09.2008)
- 62 sélections en équipe d'Irlande de rugby à XV
- 5 essais
- 25 points
- Sélections par années : 6 en 1995, 1 en 1996, 2 en 1997, 9 en 2000, 8 en 2001, 13 en 2002, 8 en 2003, 10 en 2004, 5 en 2005
- Tournois des Cinq Nations disputés: 1995, 1997.
- Tournois des Six Nations disputés: 2000, 2001, 2002, 2003, 2004, 2005
- Participations à la coupe du monde: 1995 (1 match joué, 0 comme titulaire), 2003 (2 matchs joués, 2 comme titulaire).